# Дискографія G-Unit
Нижче наведено дискографію американського реп-гурту G-Unit.

## Студійні альбоми
| Назва                                       | Деталі альбому                                                                                    | Найвищі чартові позиції | Найвищі чартові позиції | Найвищі чартові позиції | Найвищі чартові позиції | Найвищі чартові позиції | Найвищі чартові позиції | Найвищі чартові позиції | Найвищі чартові позиції | Найвищі чартові позиції | Найвищі чартові позиції | Сертифікації                                                |
| Назва                                       | Деталі альбому                                                                                    | US                      | US R&B                  | US Rap                  | AUS                     | CAN                     | GER                     | IRL                     | NZ                      | SWI                     | UK                      | Сертифікації                                                |
| ------------------------------------------- | ------------------------------------------------------------------------------------------------- | ----------------------- | ----------------------- | ----------------------- | ----------------------- | ----------------------- | ----------------------- | ----------------------- | ----------------------- | ----------------------- | ----------------------- | ----------------------------------------------------------- |
| Beg for Mercy                               | - Випущений: 14 листопада 2003 - Лейбл: G-Unit, Interscope - Формат: CD, LP, цифрове завантаження | 2                       | 2                       | —                       | 31                      | 5                       | 57                      | 10                      | 26                      | 28                      | 13                      | - RIAA: 2× платиновий - BPI: Платиновий - MC: 2× платиновий |
| T·O·S (Terminate on Sight)                  | - Випущений: 1 липня 2008 - Лейбл: G-Unit, Interscope - Формат: CD, LP, цифрове завантаження      | 4                       | 2                       | 2                       | 35                      | 4                       | 54                      | 35                      | 37                      | 25                      | 39                      |                                                             |
| «—» означає, що запис не потрапив до чарту. |                                                                                                   |                         |                         |                         |                         |                         |                         |                         |                         |                         |                         |                                                             |

## Міні-альбоми
| Назва                      | Деталі альбому                                                                 | Найвищі чартові позиції | Найвищі чартові позиції | Найвищі чартові позиції | Сертифікації |
| Назва                      | Деталі альбому                                                                 | US                      | US R&B                  | US Rap                  | Сертифікації |
| -------------------------- | ------------------------------------------------------------------------------ | ----------------------- | ----------------------- | ----------------------- | ------------ |
| The Beauty of Independence | - Випущений: 25 серпня 2014 - Лейбл: G-Unit - Формат: Цифрове завантаження, CD | 17                      | 5                       | 3                       |              |
| The Beast Is G-Unit        | - Випущений: 3 березня 2015 - Лейбл: G-Unit - Формат: Цифрове завантаження, CD | 27                      | 3                       | 3                       |              |

## Мікстейпи
До переліку не потрапили сольні мікстейпи підписантів G-Unit Records із серій G-Unit Radio та ThisIs50. Перший реліз, Smokin Day 2, видали 25 березня 2003. 
| 50 Cent Is the Future (як G-Unit та 50 Cent)                 | - Випущений: 1 червня 2002 - Лейбл: G-Unit, Shadyville - Формат: CD                     | 59 | 65 |
| No Mercy, No Fear (як G-Unit та 50 Cent)                     | - Випущений: 1 серпня 2002 - Лейбл: G-Unit, Shadyville - Формат: CD                     | —  | —  |
| God's Plan                                                   | - Випущений: 1 листопада 2002 - Лейбл: G-Unit, Shadyville - Формат: CD                  | —  | —  |
| Automatic Gunfire                                            | - Випущений: 7 грудня 2002 - Лейбл: G-Unit, Shadyville - Формат: CD                     | —  | —  |
| International Ballers (G-Unit Radio Part 2)                  | - Випущений: 10 червня 2003 - Лейбл: G-Unit, Shadyville - Формат: CD                    | —  | —  |
| Takin' It to the Streets (G-Unit Radio Part 3)               | - Випущений: 13 серпня 2003 - Лейбл: G-Unit, Shadyville - Формат: CD                    | —  | —  |
| No Peace Talks! (G-Unit Radio Part 4)                        | - Випущений: 25 листопада 2003 - Лейбл: G-Unit, Shadyville - Формат: CD                 | —  | —  |
| All Eyez on Us (G-Unit Radio Part 5)                         | - Випущений: 29 січня 2004 - Лейбл: G-Unit, Shadyville - Формат: CD                     | —  | —  |
| Motion Picture Shit (G-Unit Radio Part 6)                    | - Випущений: 1 квітня 2004 - Лейбл: G-Unit, Shadyville - Формат: CD                     | —  | —  |
| King of New York (G-Unit Radio Part 7)                       | - Випущений: 6 травня 2004 - Лейбл: G-Unit, Shadyville - Формат: CD                     | —  | —  |
| The Fifth Element (G-Unit Radio Part 8)                      | - Випущений: 29 липня 2004 - Лейбл: G-Unit, Shadyville - Формат: CD, digital download   | —  | —  |
| G-Unit City (G-Unit Radio Part 9)                            | - Випущений: 17 листопада 2004 - Лейбл: G-Unit, Shadyville - Формат: CD                 | —  | —  |
| The Return of the Mixtape Millionaire (G-Unit Radio Part 13) | - Випущений: 3 вересня 2005 - Лейбл: G-Unit, Shadyville - Формат: CD                    | —  | —  |
| Back to Business (G-Unit Radio Part 14)                      | - Випущений: 1 жовтня 2005 - Лейбл: G-Unit, Shadyville - Формат: CD                     | —  | —  |
| Are You a Window Shopper? (G-Unit Radio Part 15)             | - Випущений: 22 жовтня 2005 - Лейбл: G-Unit, Shadyville - Формат: CD                    | —  | —  |
| Return of the Body Snatchers (ThisIs50 Volume 1)             | - Випущений: 12 лютого 2008 - Лейбл: G-Unit, Shadyville - Формат: Цифрове завантаження  | —  | —  |
| Elephant in the Sand (ThisIs50 Volume 2)                     | - Випущений: 11 березня 2008 - Лейбл: G-Unit, Shadyville - Формат: Цифрове завантаження | —  | —  |
| «—» означає, що запис не потрапив до чарту.                  |                                                                                         |    |    |

## Саундтреки
| Назва                                              | Деталі альбому | Найвищі чартові позиції | Найвищі чартові позиції | Найвищі чартові позиції | Найвищі чартові позиції | Найвищі чартові позиції | Найвищі чартові позиції | Найвищі чартові позиції | Найвищі чартові позиції | Найвищі чартові позиції | Найвищі чартові позиції | Сертифікації                        |
| Назва                                              | Деталі альбому | США                     | Австралія               | Фландрія                | Канада                  | Франція                 | Німеччина               | Нідерланди              | Нова Зеландія           | Швейцарія               | Велика Британія         | Сертифікації                        |
| -------------------------------------------------- | --- | ----------------------- | ----------------------- | ----------------------- | ----------------------- | ----------------------- | ----------------------- | ----------------------- | ----------------------- | ----------------------- | ----------------------- | ----------------------------------- |
| Розбагатій або помри (разом з різними виконавцями) | - Випущений: 8 листопада 2005 - Лейбл: G-Unit Records, Interscope, Universal - Формат: CD, LP, завантаження музики | 2                       | 22                      | 50                      | 2                       | 35                      | 15                      | 54                      | 19                      | 23                      | 18                      | - RIAA: Платиновий - RIANZ: Золотий |

## Сингли

### Власні
| Рік                                         | Назва                                            | Найвищі чартові позиції | Найвищі чартові позиції | Найвищі чартові позиції | Найвищі чартові позиції | Найвищі чартові позиції | Найвищі чартові позиції | Найвищі чартові позиції | Найвищі чартові позиції | Найвищі чартові позиції | Найвищі чартові позиції | Альбом                     |
| Рік                                         | Назва                                            | США                     | US R&B                  | US Rap                  | Австралія               | Бельгія                 | Франція                 | GER                     | Ірландія                | Нова Зеландія           | Велика Британія         | Альбом                     |
| ------------------------------------------- | ------------------------------------------------ | ----------------------- | ----------------------- | ----------------------- | ----------------------- | ----------------------- | ----------------------- | ----------------------- | ----------------------- | ----------------------- | ----------------------- | -------------------------- |
| 2003                                        | «Stunt 101»                                      | 13                      | 7                       | 5                       | 32                      | 41                      | 63                      | 39                      | 23                      | 13                      | 25                      | Beg for Mercy              |
| 2003                                        | «Poppin' Them Thangs»                            | —                       | 66                      | —                       | —                       | —                       | —                       | —                       | 11                      | —                       | 10                      | Beg for Mercy              |
| 2004                                        | «Wanna Get to Know You» (з участю Joe)           | 15                      | 10                      | 5                       | 30                      | —                       | —                       | —                       | 34                      | 26                      | 27                      | Beg for Mercy              |
| 2004                                        | «Smile»                                          | —                       | 72                      | —                       | —                       | —                       | —                       | —                       | 34                      | —                       | —                       | Beg for Mercy              |
| 2008                                        | «I Like the Way She Do It» (з участю Young Buck) | 95                      | 54                      | 23                      | —                       | —                       | —                       | —                       | —                       | —                       | 117                     | T·O·S (Terminate on Sight) |
| 2008                                        | «Rider Pt. 2» (з участю Young Buck)              | 122                     | 82                      | —                       | —                       | —                       | —                       | —                       | —                       | —                       | —                       | T·O·S (Terminate on Sight) |
| 2008                                        | «Close to Me»                                    | —                       | —                       | —                       | —                       | —                       | —                       | —                       | —                       | —                       | —                       | T·O·S (Terminate on Sight) |
| «—» означає, що запис не потрапив до чарту. |                                                  |                         |                         |                         |                         |                         |                         |                         |                         |                         |                         |                            |

### Інших виконавців
| 2004                                        | «Ride wit U» (Joe з участю G-Unit)                                            | 56 | 22  | —  | 12 |  | And Then...                   |
| 2005                                        | «I Know You Don't Love Me» (Tony Yayo з участю G-Unit)                        | —  | 105 | —  | —  |  | Thoughts of a Predicate Felon |
| 2006                                        | «Rompe (International Remix)» (Daddy Yankee з участю G-Unit та Nelly Furtado) | 24 | 89  | 16 | —  |  | Barrio Fino En Directo        |
| «—» означає, що запис не потрапив до чарту. |                                                                               |    |     |    |    |  |                               |

### Інші пісні, що потрапили до чартів
| 2003                                        | «Groupie Love» (з участю Butch Cassidy) | 104 | Beg for Mercy              |
| 2003                                        | «Gangsta Shit»                          | 123 | Beg for Mercy              |
| 2008                                        | «Straight Outta Southside»              | 112 | T·O·S (Terminate on Sight) |
| «—» означає, що запис не потрапив до чарту. |                                         |     |                            |

## Гостьові появи
| Рік  | Пісня                         | Виконавці       | Альбом                                                   |
| ---- | ----------------------------- | --------------- | -------------------------------------------------------- |
| 2003 | «Bump Heads»                  | Eminem          | The Singles                                              |
| 2004 | «Loyal to the Game»           | 2Pac            | Loyal to the Game                                        |
| 2004 | «A.T.L. to L.A. to N.Y.C.»    | Akon, The Game  | Trouble                                                  |
| 2004 | «I'm So Sorry»                | The Game        | You Know What It Is Vol. 2: Throwin' Rocks at the Throne |
| 2008 | «Así Soy (Rider Pt. 2 Remix)» | Wisin & Yandel  |                                                          |
| 2008 | «Respect the Shooter»         | 615, Spider Loc | The Hustle Dont Stop                                     |

## Відеокліпи
| Рік  | Назва                      | Режисер(и)                           |
| ---- | -------------------------- | ------------------------------------ |
| 2003 | «Stunt 101»                | Браян Барбер                         |
| 2003 | «Poppin' Them Thangs»      | Mr. X                                |
| 2003 | «My Buddy»                 | Кріс «Broadway» Ромеро               |
| 2004 | «Wanna Get to Know You»    | Джессі Терреро                       |
| 2004 | «Smile»                    | Джессі Терреро, Антуанетта Паркінсон |
| 2007 | «Feel Good»                | 50 Cent, Scenario                    |
| 2008 | «I Like the Way She Do It» | Джессі Терреро                       |
| 2008 | «Rider Pt. 2»              | Джессі Терреро                       |
| 2008 | «Close to Me»              | Кріс «Broadway» Ромеро               |
| 2008 | «Get Down»                 | The ICU                              |
| 2008 | «Good to Me»               | G-Unit Film Mix                      |
| 2008 | «Rider 4 Real»             | Дж. Джессес Сміт                     |
| 2008 | «I'm bout That»            | Дж. Джессес Сміт                     |
| 2008 | «The Mechanic»             | Дж. Джессес Сміт                     |
| 2008 | «Like a Dog»               | Дж. Джессес Сміт                     |
| 2009 | «I'll Be the Shooter»      | 50 Cent, Кріс «Broadway» Ромеро      |
| 2014 | «Nah I'm Talking Bout»     | Ейф Рівера                           |
| 2014 | «Come Up»                  | Ейф Рівера                           |
| 2014 | «Ahhh Shit»                | Тімо Альберт                         |
| 2014 | «Watch Me»                 | Ейф Рівера                           |
| 2014 | «Changes»                  | 50 Cent                              |
| 2014 | «Big Body Benz»            | Дж. Р. Сейнт                         |
| 2014 | «Bring My Bottles»         | Ейф Рівера, 50 Cent                  |
| 2015 | «I'm Grown»                | Ейф Рівера                           |